# Francis de Pressensé
Pour les articles homonymes, voir Dehault (homonymie) et Pressensé.
Francis Charles Dehault de Pressensé, né le 30 septembre 1853 à Paris où il est mort le 19 janvier 1914, est un journaliste, député et homme politique français. Il est membre fondateur et président de 1903 à 1914 de la Ligue des droits de l'homme.

## Biographie

### Vie familiale
Francis de Pressensé est le fils d'Edmond de Pressensé, pasteur, député à l'Assemblée nationale de 1871 puis sénateur inamovible et membre de l'Académie des sciences morales et politiques, et d'Élise Françoise Louise du Plessis-Gouret, romancière et poète suisse, tous les deux issus de la petite noblesse. Son grand-père, Victor de Pressensé, d'orientation « évangélique » sur le plan théologique, est membre du comité de la Société évangélique de France, et de la Société des missions évangéliques de Paris.

### Années de formation et débuts professionnels
Il fait ses études secondaires au lycée Condorcet et à la pension Keller, obtient le premier prix au concours général d'histoire et deux accessits, en littérature et version grecque. Durant la guerre franco-allemande de 1870, il s'engage comme volontaire à 17 ans mais, trop jeune pour servir dans une unité combattante, il est affecté au service des ambulances, rattaché à la 21e division commandée par le général Chanzy. Il raconte ses souvenirs de guerre dans son Journal d'ambulance. Il obtient ensuite une licence de lettres en 1872 et de droit en 1876. Il devient sous-chef de cabinet au ministère de l'instruction publique (1878), puis rédacteur au ministère des affaires étrangères (1879). Il est ensuite conseiller d'ambassade à Constantinople (1880), puis est promu premier secrétaire à celle de Washington (1881).
En 1882, il quitte la carrière diplomatique et devient journaliste au journal Le Parlement en 1883. Ce journal interrompt sa parution en 1884, et Francis de Pressensé rejoint La République française, dont Timothée Colani est un autre collaborateur, puis La Revue contemporaine. À partir de 1887 et jusqu'en 1905, il collabore au quotidien Le Temps, tient la rubrique de politique extérieure à partir de 1888, et dirige le quotidien dreyfusard L'Aurore pendant l'affaire Dreyfus.

### Engagement dans la vie politique et publique

#### L'engagement en faveur d'Alfred Dreyfus et dans la Ligue des droits de l'homme

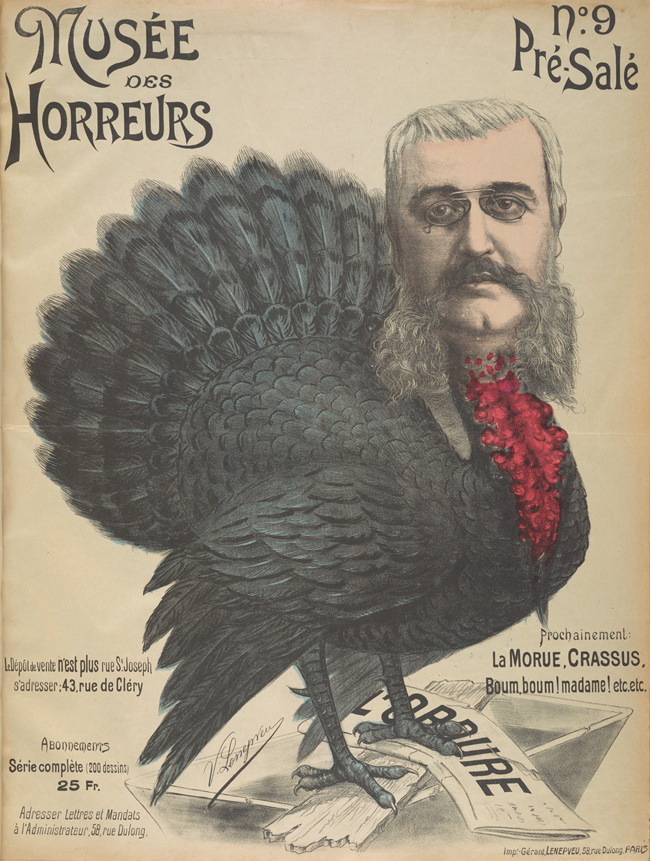
« Pré-Salé », caricature antidreyfusarde de Pressensé dans le Musée des Horreurs (1899).

Pendant cette période, Pressensé côtoie un certain nombre d'anarchistes, une idéologie dont il est alors proche. Il évolue dans des cercles qui comportent aussi Albert Libertad, Antoine Cyvoct ou Pierre Martinet,.
Ardent dreyfusard, il participe en 1898 à la création de la Ligue des droits de l'homme et en devient le vice-président. C'est dans le contexte de l'Affaire Dreyfus qu'il est radié de l'ordre national de la Légion d'honneur dont il était chevalier depuis 1891. Un décret signé du président de la république Félix Faure le radie le 8 novembre 1898, en raison de ses prises de position en faveur d'Émile Zola, lorsque celui-ci a été radié en raison de son engagement en faveur d'Alfred Dreyfus. Francis de Pressensé avait envoyé une lettre de protestation au chancelier de l'ordre de la Légion d'honneur, où il disait notamment : « Il me répugnerait de continuer à m'orner la boutonnière d'un petit morceau de ruban rouge, devenu apparemment le symbole du mépris de la légalité et de la violation des principes de 1789, puisque le conseil de l'Ordre en retire le port à un écrivain qui n'a fait que réclamer le respect des garanties élémentaires du droit ».
Lorsque Ludovic Trarieux, malade, démissionne de la présidence de la Ligue des droits de l'homme, Pressensé lui succède comme président le 26 octobre 1903, fonction qu'il occupe jusqu'à sa mort en 1914. Il est à son tour remplacé par Ferdinand Buisson (1914-1926). Sous sa présidence, l'attention portée au « combat pour les droits des peuples opprimés », associée à « une lutte pour la paix » et une « attention à tous les problèmes posés par la colonisation » se développe, tandis qu'une attention est portée à la défense des droits des ouvriers pendant les grèves, au droit à se syndiquer, à la demande d'un droit de vote pour les femmes, notamment.

#### Mandats électoraux et engagement politique
D'abord républicain modéré, il se rapproche d'un socialisme davantage « idéaliste et réformiste ». Après un premier insuccès en 1893 à Neuilly-sur-Seine, il est élu député de la 10e circonscription du Rhône le 11 mai 1902, sa candidature est appuyée par Jean-Victor Augagneur. À la Chambre des députés, il siège avec le groupe socialiste. Il devient vice-président de la commission des affaires étrangères.

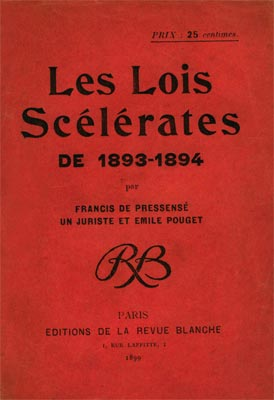
Les Lois scélérates de 1893-1894, Francis de Pressensé et Émile Pouget.

Il proteste, avec Léon Blum et Émile Pouget, contre les « lois scélérates » de 1893-1894 contre l'anarchisme, qui autorisent les mesures d'exception et peuvent représenter une menace pour la liberté de la presse ou d'association. Leurs textes sont publiés par La Revue blanche en 1899.
Francis de Pressensé participe activement à la commission des questions religieuses et dépose, en 1903, une proposition de loi de séparation des Églises et de l'État, qui sert de matrice à la discussion parlementaire sans qu'il participe à la commission qui élabore le texte. Il est « favorable à une loi de compromis qui donne des garanties de l'État aux Églises », en accord avec Jean Jaurès et Aristide Briand. Il dénonce le Concordat. Ses interventions ont un rôle déterminant pour empêcher l'annexion de Villeurbanne et une partie de Vénissieux par Lyon en 1903. Il est réélu dès le premier tour le 6 mai 1906, mais il est mis en échec aux élections de 1910.
Il est l'un des promoteurs du congrès d'unification socialiste de 1905 qui permet la fondation de la SFIO. Il critique la politique étrangère française, et réclame « la protection des Arméniens et des Macédoniens opprimés par la Turquie ». Il s'engage en faveur de la cause arménienne et fait partie du comité de rédaction du journal Pro Armenia aux côtés de Jean Jaurès, de Georges Clemenceau ou encore d'Anatole France Il dirige une revue socialiste, La Vie socialiste, en 1904-1905. Avec Lucien Herr, puis seul, il dirige la rubrique de politique extérieure de L'Humanité fondée le 18 avril 1904. Pacifiste et européen, il défend en 1903 « un projet d'organisation des États-Unis d’Europe ».
Son engagement pour les droits de l'homme et la paix lui a valu l'hostilité de l'extrême droite nationaliste et cléricale. C'est ainsi qu'Henri Vaugeois, fondateur de l'Action française, dans un article paru dans le premier numéro de la revue bimensuelle Action française, le 1er août 1899, écrit à son propos : « Nous ne voulons citer qu'un seul exemple, mais typique : celui de Francis de Pressensé. Rarement on put voir aussi bien que dans ce cas extrême, la genèse de ce fanatisme et de cette frénésie qui possèdent continuellement les dévots de la Révolution française. Ils en sont tout soulevés, et deviennent dès lors incapables de soupçonner que l'on puisse avoir une sensibilité, une justice humaine, si l'on échappe à leur religieuse ivresse ».

### Décès et inhumation
Francis de Pressensé meurt des suites d'un accident vasculaire cérébral le 19 janvier 1914 en son domicile, au no 85, boulevard de Port-Royal dans le 13e arrondissement de Paris. Son enterrement provisoire au cimetière du Montparnasse donne lieu à un cortège, depuis sa maison : des représentants de la Ligue des droits de l'homme, du parti socialiste, de la CGT, des Arméniens liés au parti Dachnak, des Russes, des Polonais, des Serbes, des Bulgares. Le pasteur Wilfred Monod avait prié avec sa famille auparavant, mais Pressensé avait expressément écarté la perspective de funérailles religieuses : « Je prie que l'on ne me fasse pas d'obsèques dites religieuses, non pas que je ne croie pas en un Dieu d'amour et de justice, mais je me suis délibérément séparé de toutes les Églises, et j'ai trouvé le maximum de religion dans le socialisme tel que je l'ai compris ». Des discours sont prononcés à la salle des Sociétés savantes, rue Danton, par plusieurs orateurs, notamment Jean Jaurès, Mathias Morhardt et Victor Basch. Inhumé provisoirement au cimetière du Montparnasse, son corps est transféré dès la fin du mois au cimetière communal de Châtillon (Hauts-de-Seine) auprès de son père où il repose toujours.

## Publications
- L'Irlande et l'Angleterre depuis l'Acte d'union jusqu'à nos jours, 1800-1888 (1889)
- Le Cardinal Manning (1896) - Prix Bordin de l’Académie française en 1897
- L'Affaire Dreyfus. Un héros. Le colonel Picquart (1898)
- Les Lois scélérates de 1893-1894, avec Émile Pouget (1899) lire en ligne sur Gallica
- L'idée de patrie, conférence faite à Paris, le 9 février 1899 par Francis de Pressensé (1902) lire en ligne sur Gallica
- La Journée laïque pour la séparation des Églises et de l'État (1904)
- Les révolutions russes, discours prononcés le 13 avril 1905, à l'Hôtel des Sociétés Savantes par Francis de Hault de Pressensé (1905) disponible sur Internet Archive
- « Le lendemain d'une victoire historique », L'Humanité, jeudi 7 décembre 1905, no 599 (à propos du vote de la loi de séparation des Églises et de l’État, zoom disponible sur Gallica.

## Postérité
Un certain nombre de rues portent son nom, notamment la rue Francis-de-Pressensé dans le 14e arrondissement de Paris et une rue du 1er arrondissement de Marseille, ainsi qu'à Nantes, Bezons, Saint-Denis, Saint-Nazaire, Villeurbanne, Vénissieux, Puteaux, Talence, Bordeaux ou encore une avenue à Châtenay-Malabry.
En dehors de la France, il existe une ulitsa (rue) Francis de Pressensé à Sofia.